# Rabia z Basry
Rabia z Basry či Rábi‘a al-‘Adawíja (mezi 714 a 718 Basra - 801 tamtéž) byla  islámská mystička a světice, považovaná za jednu z průkopnic súfismu.

## Život
Známé údaje o Rabiině životě byly sestaveny z mnoha různých hagiografických zdrojů, přičemž oddělit fakta od legend je obtížné. Lze však zaznamenat klíčová historická data. Rabia se narodila v Basře během éry Abbásovců a byla pravděpodobně ovlivněna jejím sociálně-náboženským prostředím. V mládí snad byla sirotkem a otrokyní. V době, kdy rostla popularita asketismu, žila ve škole pro asketky. Basra byla tehdy domovem proslulého askety Al-Hasana al-Basrího, s nímž je Rabia v legendách často spojována, ale s nimiž se pravděpodobně nikdy nesetkala. Na druhou stranu není důvod pochybovat o tvrzeních jejího současníka Al-Džáhize, podle kterého se stýkala s jinými mystičkami a vedla asketický způsob života. Podle některých zdrojů byla Rabia otrokyní kmene Al-Atiků, ale dostala svobodu, když její pán poznal její velké duchovní schopnosti, a poté zasvětila svůj život neustálému uctívání Boha.

## Dílo
Rabii jsou připisována některá básnická díla, ale mnoho z nich je neznámého původu. Sama nezanechala žádné písemné dokumenty, většina příběhů o ní se k nám dostala na základě literárních děl slavného súfisty Farídaddína Attára (kolem 1136 - kolem 1220).
Nejznámějším učením Rabie je mystická láska a přátelství s Bohem. Každý pravý milenec vyhledává intimitu se svou milovanou, stejně jako pravý věřící s Bohem. Přitom Rabia rozlišuje mezi egoistickou a krátkodobou láskou k Bohu, jen aby získala jeho přízeň, a láskou jeho hodnou a trvalou, totiž láskou k Boží kráse. Jako všichni súfisté nakonec usilovala o jednotu s Bohem. Láska je vyhrazena pouze Bohu, nikoli jeho prorokům ani žádným jiným náboženským symbolům. Bůh by měl být milován kvůli sobě, ne kvůli strachu z pekla a touze po ráji. V tom spočívá Rabiina inovace, která se stala standardem pro pozdější súfismus.